# Cantón de Castillon-en-Couserans
El cantón de Castillon-en-Couserans era una división administrativa francesa, que estaba situada en el departamento de Ariège y la región de Mediodía-Pirineos.

## Composición
El cantón estaba formado por veintiséis comunas:
- Antras
- Argein
- Arrien-en-Bethmale
- Arrout
- Aucazein
- Audressein
- Augirein
- Balacet
- Balaguères
- Bethmale
- Bonac-Irazein
- Buzan
- Castillon-en-Couserans
- Cescau
- Engomer
- Galey
- Illartein
- Les Bordes-sur-Lez
- Orgibet
- Saint-Jean-du-Castillonnais
- Saint-Lary
- Salsein
- Sentein
- Sor
- Uchentein
- Villeneuve

## Supresión del cantón de Castillon-en-Couserans
En aplicación del Decreto n.º 2014-174 de 18 de febrero de 2014, el cantón de Castillon-en-Couserans fue suprimido el 22 de marzo de 2015 y sus 26 comunas pasaron a formar parte del nuevo cantón de Couserans-Oeste.